# Rodriguezia sticta
Rodriguezia sticta là một loài lan đặc hữu của Brasil (Espírito Santo, Rio de Janeiro).

## Hình ảnh

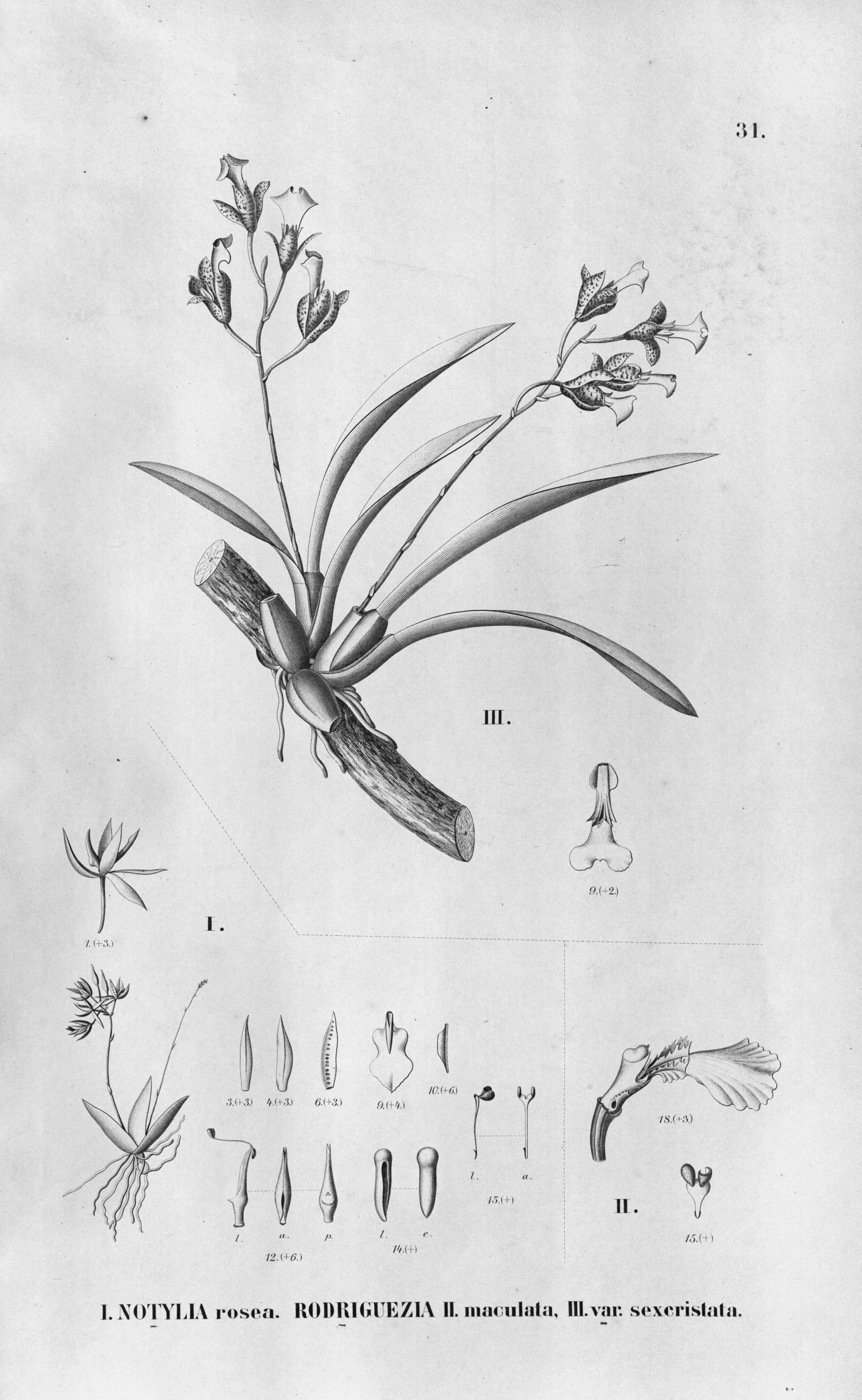
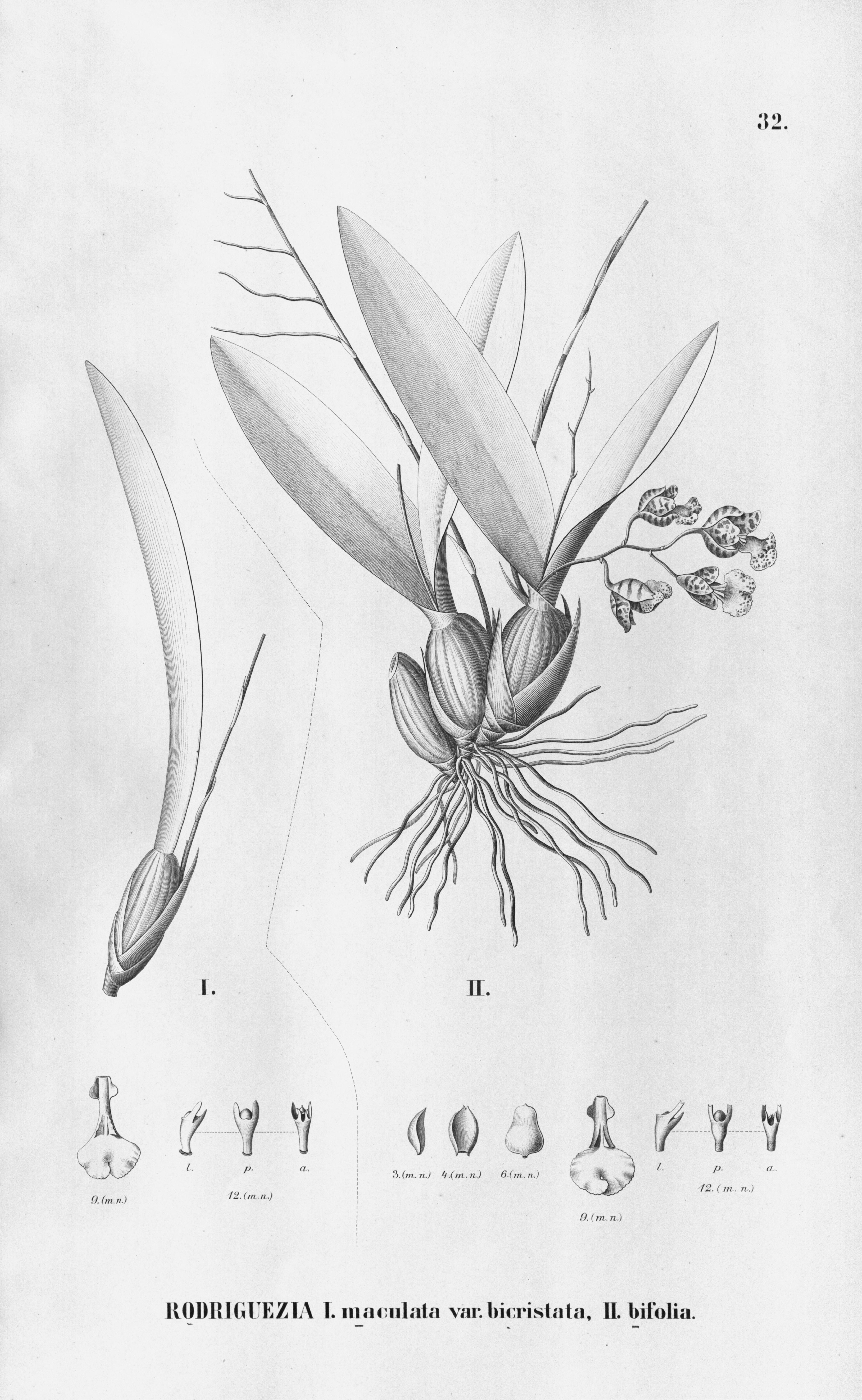